# 문경 김룡사 석불입상
문경 김룡사 석불입상(聞慶 金龍寺 石佛立像)은 대한민국 경상북도 문경시 김룡사에 있는 석불입상이다. 2017년 8월 31일 경상북도의 문화재자료 제655호로 지정되었다.

## 지정 사유
이 불상은 돌기둥 모양의 입상으로, 입체감이 결여된 민불(民佛) 형태의 석불이다. 수인(手印), 옷주름 등 전신이 매우 낮고 투박한 부조(浮彫)로 조각되었고 얼굴만 비교적 자세하게 묘사되어 있다. 1725년에 출간된『雲峰寺事蹟』《에》 의하면, 서쪽의 계곡 건너에 위치한 석탑과 함께 풍수사상에 입각하여 1709년에 조성된 것으로 확인된다.
조선시대 대부분의 민불처럼 투박한 조형성을 특징으로 보이고 있지만, 1709년이라는 제작연대를 알 수 있고 김룡사의 풍수적 약점을 비보(裨補)하려는 목적 등이 사적기에 기록되어 있어 학술적인 가치가 인정되므로 문화재자료로 지정한다.

## 같이 보기
- 문경 김룡사 삼층석탑 - 경상북도 유형문화재 제667호

## 참고 문헌
- 김룡사 석불입상 - 국가유산청 국가유산포털